# Schloss Doubrava (Aš)

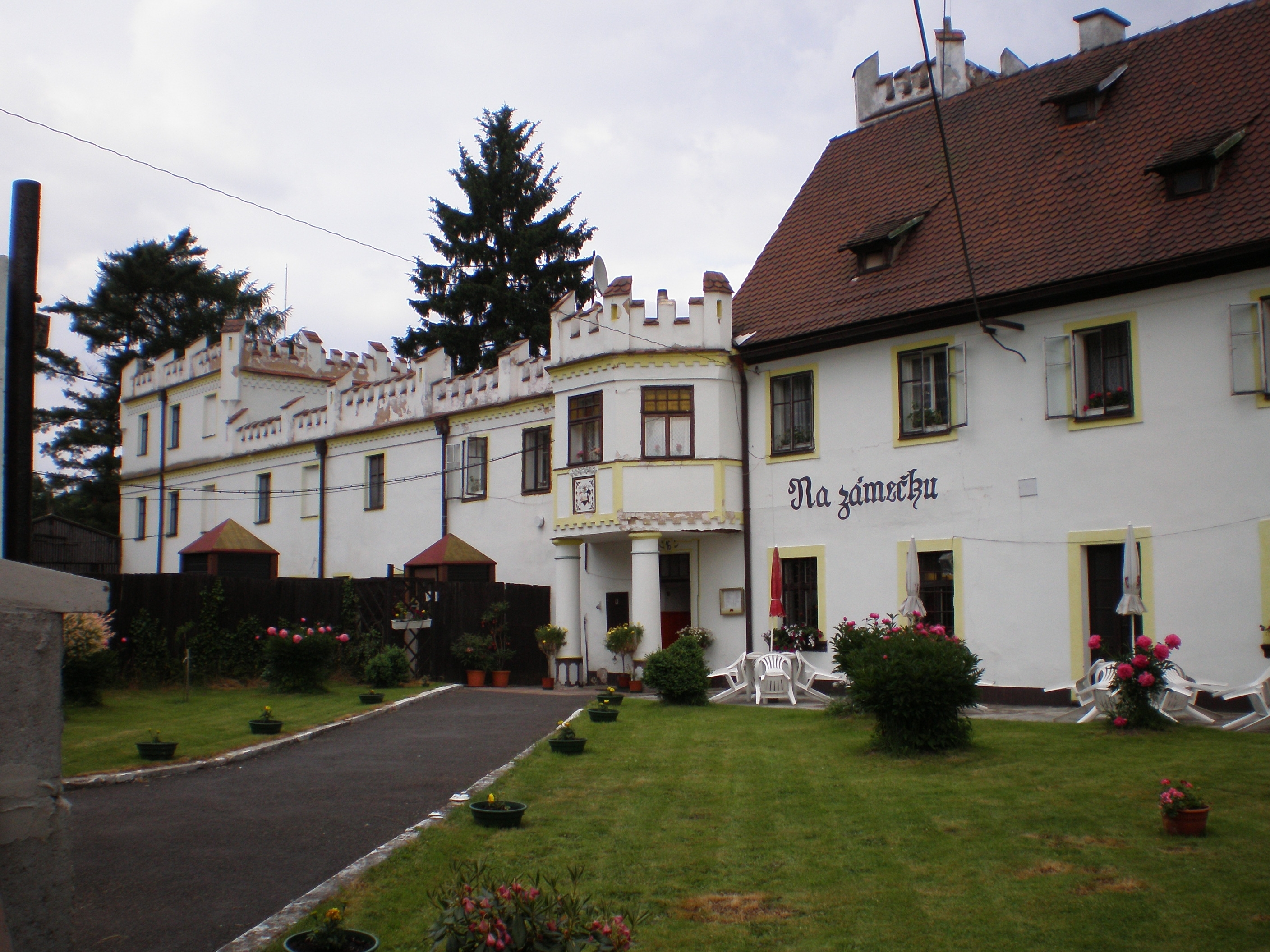
Heutiger Zustand des Schlosses

Das Schloss Doubrava ist ein Schloss im tschechischen Doubrava.
Doubrava hieß früher Grün und ist heute als Ortsteil eingemeindet in die Stadt Aš im Okres Cheb.
Die Familie von Zedtwitz, die im Ascher Ländchen bereits umfangreich begütert war, erwarb den Besitz von der Familie von Neuberg. Die Anfänge des Schlosses gehen zurück auf einen Herrensitz der Familie von Zedtwitz, der um 1600 zunächst den Charakter eines landwirtschaftlichen Gutes hatte. Im Jahr 1783 wurde es im neugotischen Stil umgebaut. Das Wappen über dem Eingang mit der Jahreszahl 1760 wurde vom Schloss Kopaniny übernommen. 
Das Schloss diente eine Zeit als Gaststätte, diese ist aber nach Augenschein mindestens seit 2016 geschlossen. Das Haus und das umliegende Grundstück wirken ungepflegt und schadhaft (Stand August 2017). 